# Lusambo
Lusambo är en stad i Kongo-Kinshasa. Den är huvudstad i provinsen Sankuru, i den centrala delen av landet, 900 km öster om huvudstaden Kinshasa.